# Expo 1929
L'Esposizione universale di Barcellona si svolse dal 20 maggio del 1929 al 15 gennaio del 1930 a Barcellona.
Si tenne sul Montjuïc su una superficie di 118 ettari e per realizzarla furono necessarie 180 milioni di pesetas. Tra i venti paesi europei che vi parteciparono ufficialmente vi furono: Germania, Belgio, Danimarca, Francia, Ungheria, Italia, Norvegia, Romania e Svizzera.
Barcellona aveva già ospitato l'Esposizione universale del 1888, che aveva rappresentato una svolta per la città sia in campo economico che tecnologico e aveva permesso la ristrutturazione del Parc de la Ciutadella. Per questo motivo si progettò una nuova esposizione che mostrasse gli sviluppi tecnologici e promuovesse l'immagine della Catalogna all'estero. Ancora una volta, l'esposizione comportò una revisione dell'urbanistica di una parte della città; in questo caso, la collina del Montjuic e le aree circostanti, in particolare la Plaça d'Espanya.
L'Esposizione si rivelò fautrice di un enorme sviluppo urbano per la città di Barcellona, oltre a divenire un banco di prova per i nuovi stili che si stavano affermando all'inizio del ventesimo secolo. Inoltre, a livello locale, rappresentò il consolidamento del noucentisme catalano che sostituì il modernismo predominante in Catalogna e l'introduzione in Spagna delle correnti d'avanguardia internazionale, come il razionalismo rappresentato dal Padiglione tedesco di Ludwig Mies van der Rohe. L'Esposizione ha inoltre dotato la città di molti edifici, alcuni dei quali sono diventati veri e propri simboli cittadini come il Palau Nacional, la Font màgica, il Teatre Grec, il Poble Espanyol e lo Stadio olimpico Lluís Companys.

## Storia

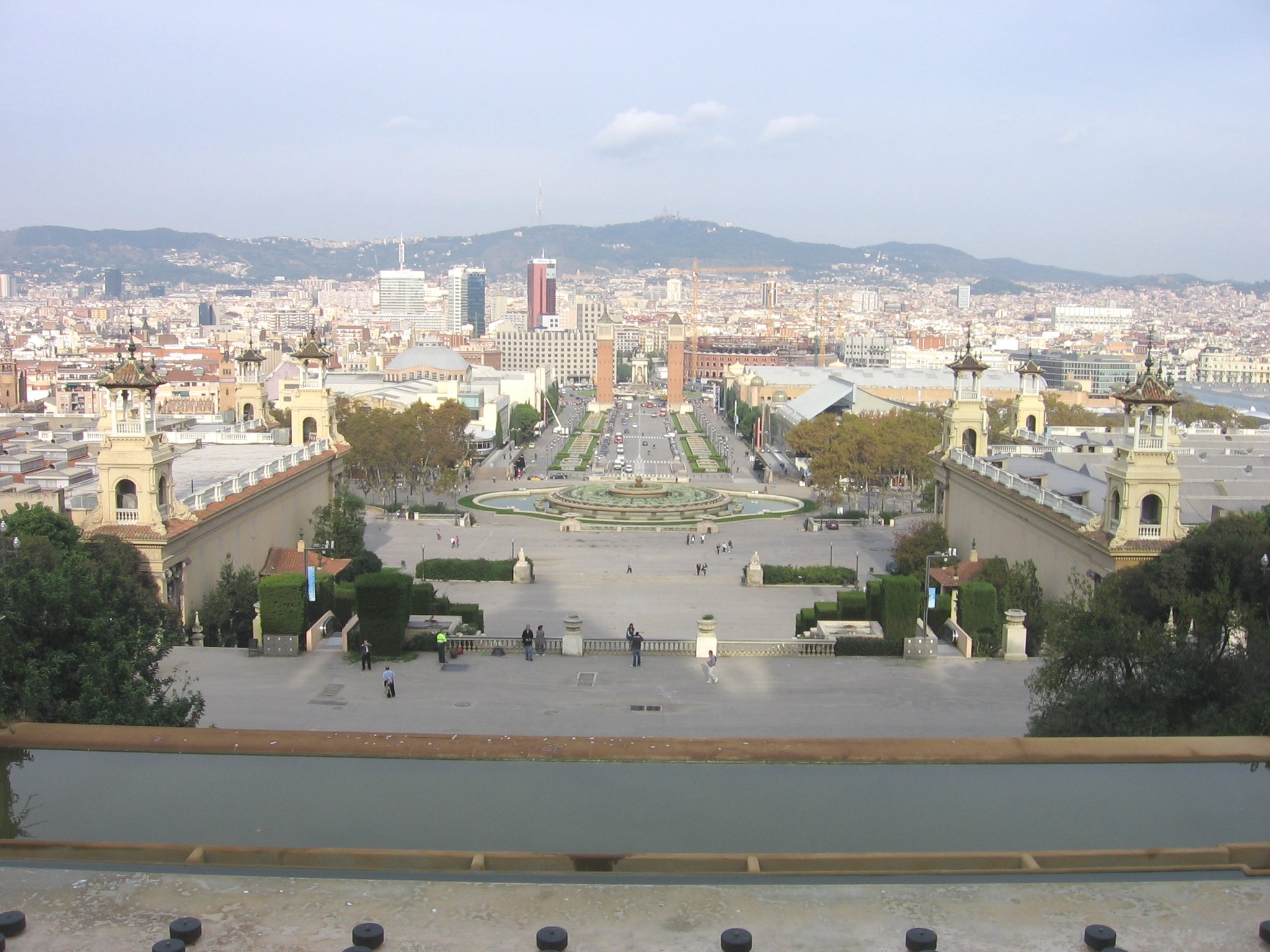
Barcellona vista dal Montjuic

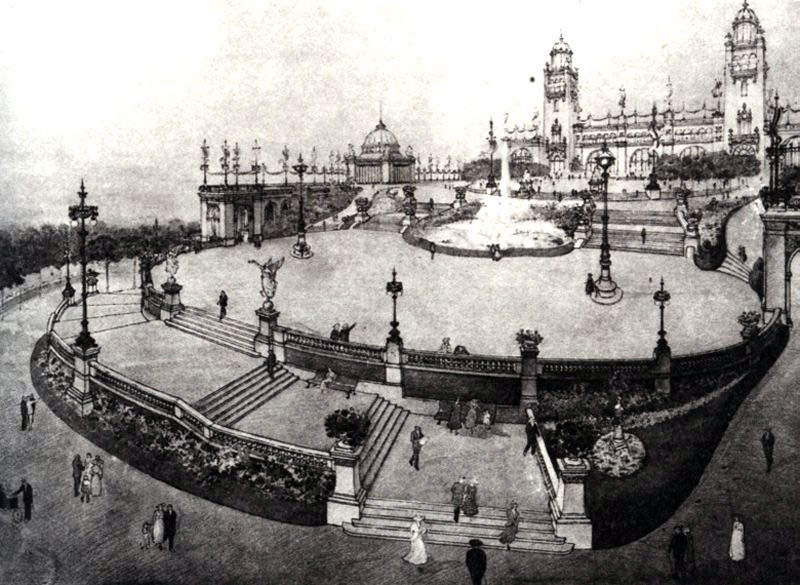
Progetto di Enric Sagnier e August Font per lo sviluppo del Miramar

L'idea di una nuova esposizione iniziò a prendere forma nel 1905 su idea dell'architetto Josep Puig i Cadafalch. In principio si era pensato di realizzarla nel quartiere Besós, ma nel 1913 si decise per il Montjuic. Il progetto di Puig i Cadafalch venne sostenuto dalla confederazione delle imprese Fomento del Trabajo Nacional (Consiglio nazionale del lavoro), e in particolare da Francesc d'Assís Mas, uno dei suoi leader che si incaricò delle trattative con i vari organi ufficiali coinvolti nel progetto. Così, nel 1913 venne costituito un comitato misto per l'organizzazione della manifestazione, composto di rappresentanti del Fomento Nacional del Trabajo e dell'Ajuntament (municipio) e a capo del quale vennero nominato Josep Puig i Cadafalch, Francesc Cambó e Joan Pich i Pon.
Nel 1915 Puig i Cadafalch presentò un primo progetto, che venne successivamente diviso in tre progetti specifici, ognuno dei quali venne assegnato a un team di architetti: Puig i Cadafalch con Guillem Busquets si occuparono della parte bassa del Montjuic destinata alla Sezione Ufficiale, Lluís Domènech i Montaner e Manuel Vega i March si incaricarono della parte alta della montagna destinata alla Sezione internazionale e Enric Sagnier e August Font i Carreras svilupparono il settore Miramar, da destinare ad un'eventuale Sezione Marittima, che però non venne poi realizzata.
La prima difficoltà fu il reperimento dei terreni per la realizzazione dell'Esposizione. Infatti, l'Ajuntament disponeva solo di 26 dei 110 ettari necessari. Si dovette quindi ricorrere all'espropriazione dei terreni, in forza di una legge del 1879 che permetteva l'esproprio per scopi pubblici, cosicché nel 1917 si poterono cominciare i lavori di urbanizzazione del Montjuic e del Transbordador aéreo che avrebbe collegato la montagna direttamente al porto, anche se poi venne aperto al pubblico solo nel 1931.
I lavori ritardarono a lungo e vennero completati nel 1923, ma l'instaurazione nello stesso anno della dittatura di Primo de Rivera rinviò la calebrazione dell'evento, che avvenne nel 1929, in coincidenza con l'Esposizione iberoamericana di Siviglia. In questo nuovo periodo, l'organizzazione dell'evento venne affidata a Pere Domènech i Roura che venne nominato direttore dei lavori.
L'inaugurazione dell'Esposizione si tenne quindi il 19 maggio 1929, cerimonia cui prese parte il re Alfonso XIII, il presidente del governo Miguel Primo de Rivera e diverse personalità del mondo della politica, dell'economia e della cultura catalana, oltre ad un pubblico di circa 200.000 persone.
L'Esposizione lasciò un disavanzo di circa 180 milioni di pesetas, ma il suo successo venne certamente minato dalla crisi economica e finanziaria che si tradusse nel famoso crack della borsa di New York del 29 ottobre 1929, che ridusse il numero dei partecipanti al concorso. Tuttavia, fu un grande successo a livello sociale e per le realizzazioni urbanistiche di cui si arricchì la città, soprattutto a livello architettonico, che fece sì che l'Esposizione si affermasse come un evento di primaria importanza per la storia di Barcellona.

## Il sito

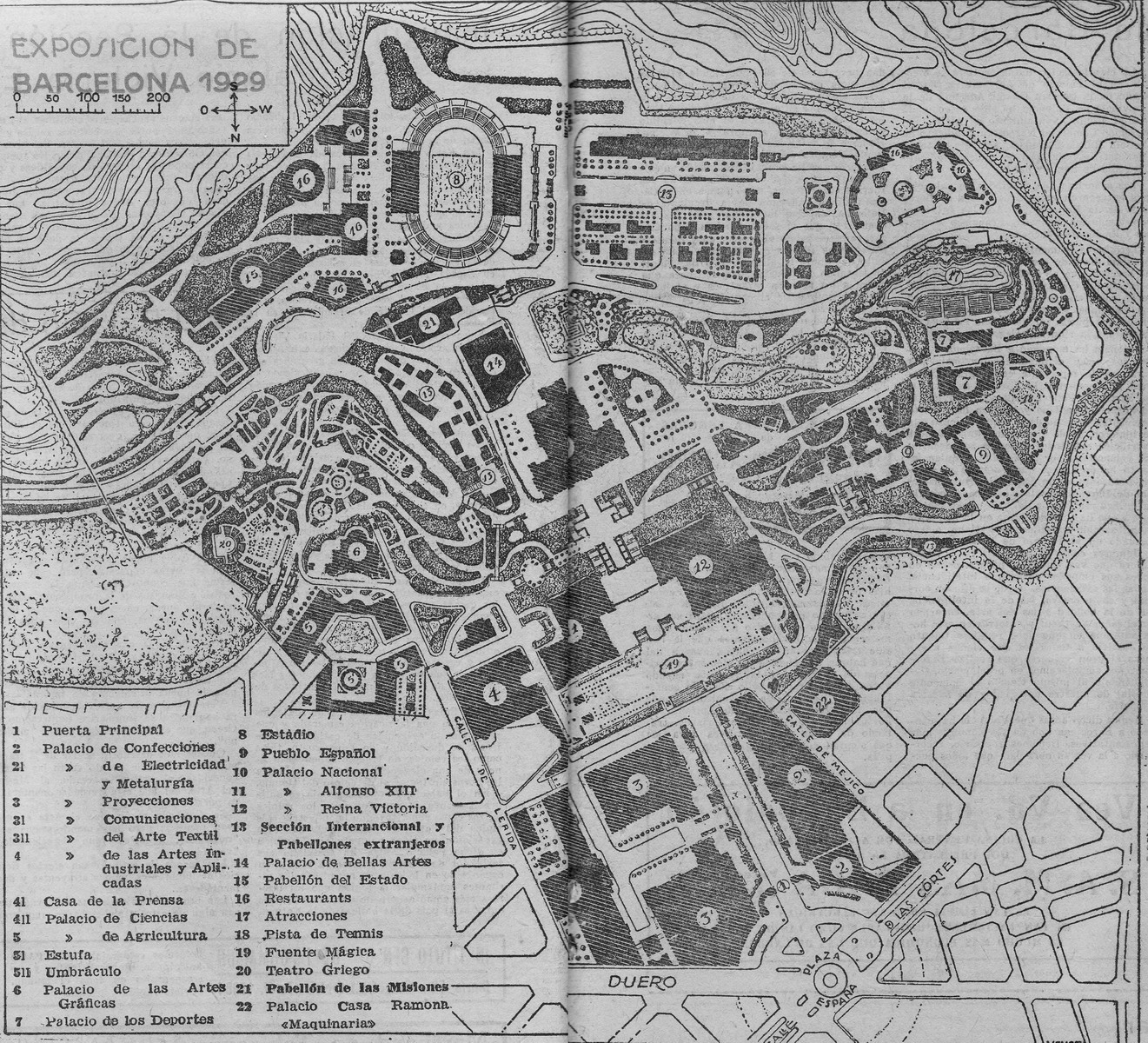
Mappa del sito dell'Esposizione

Il sito della mostra venne costruito secondo il progetto di Puig i Cadafalch, con due diversi tipi di edifici: i palazzi, dedicati alle sezioni ufficiali del concorso, e i padiglioni, che rappresentavano paesi, istituzioni o imprese.
Il complesso cominciava sulla Plaça d'Espanya, dove furono costruiti quattro grandi alberghi per i visitatori, e proseguiva lungo l'Avenida de América (oggi conosciuta come Avinguda de la Reina Maria Cristina), dove si trovavano i grandi edifici della Esposizione, fino a giungere ai piedi del Montjuic, da dove partiva una scalinata che conduceva al Palau Nacional, l'opera più monumentale della intera mostra.
L'Avenida de la Reina Maria Cristina venne decorata con fontane e colonne di vetro illuminate da luci elettriche, realizzate da Carles Buïgas, che destarono notevole sensazione. Su entrambi i lati del viale si incontravano i principali edifici della Esposizione: il Palazzo del vestito, il Palazzo delle comunicazioni e dei trasporti (progettato da Adolf Florensa i Ferrer) e il Palazzo della Metallurgia, dell'elettricità e della forza motrice. Questo complesso architettonico costituisce oggi la zona fieristica di Barcellona.

## Le esposizioni
L'Italia partecipò all'Esposizione con l'intervento della famiglia Bernocchi, che presentarono il prototipo del Luminator Bernocchi, una lampada altamente innovativa con funzioni di manichino per abiti ideata da Antonio Bernocchi nel 1926 e considerata il primo oggetto di industrial design della storia italiana.